# Фостер, Фред
Фред Лютер Фостер (англ. Fred Luther Foster; 26 июля 1931, Ратерфорд, Северная Каролина – 20 февраля 2019, Нашвилл, Теннесси) — американский музыкальный продюсер, композитор и музыкальный бизнес-менеджер, основатель лейбла Monument Records. Как продюсер хорошо известен по работе с певцом Роем Орбисоном, также продюсировал ранние работы Долли Партон и Вилли Нельсона. Включён в зал славы музыкантов Нашвилля, Северной Каролины, также в 2016 году включён в Зал славы и музей кантри.